# هاربر ۲۵
هاربر ۲۵ یک قایق بادبانی تریلر آمریکایی می باشدکه توسط استیو شوک شرکت دبلیو دی شرکت شوک به نام یک کشتی دریایی - رزمناو روزانه طراحی شد و نخستین بار در سال ۲۰۰۷ ساخته شد.
این قایق از طراحی پیشین و کوچکتر هاربر ۲۰ برگرفته شده‌است.

## تولید
این طرح توسط <a href=". /WD Schock Corp" rel="mw:WikiLink" data-linkid="196" data-cx="{&amp;quot;adapted&amp;quot;:false,&amp;quot;sourceTitle&amp;quot;:{&amp;quot;title&amp;quot;:&amp;quot;W. D. Schock Corp&amp;quot;,&amp;quot;description&amp;quot;:&amp;quot;American sailboat manufacturer&amp;quot;,&amp;quot;pageprops&amp;quot;:{&amp;quot;wikibase_item&amp;quot;:&amp;quot;Q48850358&amp;quot;},&amp;quot;pagelanguage&amp;quot;:&amp;quot;en&amp;quot;},&amp;quot;targetFrom&amp;quot;:&amp;quot;mt&amp;quot;}" class="cx-link" id="mwHw" title="WD Schock Corp">شرکت دبلیو دی شرکت شوک</a> در ایالات متحده ساخته شد و از سال ۲۰۰۷ آغازشد. حال از تولید خارج شده‌است، اما همچنان برای قطعه‌ها توسط سازنده پشتیبانی می‌شود.

## طرح
هاربر ۲۵ یک قایق تفریحی می باشدکه غالباً از فایبرگلاس ساخته شده و تزئینات چوبی دارد. حائز یک ستبر شیب دار کسری، یک ساقه چنگکی ، یک گذرگاه زاویه دار، یک بیل نصب شده در درون که توسط یک تیلر کنترل می‌گردد و یک کیل باله پابرجا، با یک لامپ وزن دار برای استواری. ۵٬۲۳۵ پوند (۲٬۳۷۵ کیلوگرم) جابجا می‌گردد و ۱٬۹۰۰ پوند (۸۶۲ کیلوگرم) را حمل می‌نماید بالاست.
قایق حائز چرک‌نویس ۵٫۰۰ فوت (۱٫۵۲ متر) است با کیل استاندارد و مجهز به یک موتور دیزلی ژاپنی یانمار ۲ وای ای م۱۵، با سایل درایو ۳۳۰و یک پایه تاشو دو تیغه برای اتصال و مانور.
طراحی حائز یک کابین خلبان می‌باشد که ۸٫۰۰ فوت (۲٫۴۴ متر) است، طول دارد و ۶ بزرگسال را برای قایقرانی در خود جای می‌دهد.
این قایق حائز مکان خواب برای ۴ نفر، با اسکله دوتایی «وی» در کابین کمان و دو اسکله عقب، یکی در دو جهت می‌باشد. گالری در دو جهت وسط کشتی واقع شده. گالی مجهز به جعبه یخ و سینک می‌باشد. سر در کابین تعظیم در سمت بندر، درست در پشت اسکله «وی» قرار دارد.
سرعت بدنه این طرح ۶٫۲۱ گره (۱۱٫۵۰ کیلومتر بر ساعت) است.
اندرو برتون در نقدی در سال ۲۰۰۷در دنیای کروز اینگونه نوشت: «بندر ۲۵برای کشتی لذت بخش می‌باشد. بعد از اینکه من سوار شدم، این شیب پرتحرک شروع به دور زدن قایق‌های بزرگتر نمودکه در هوای سبک دور خلیج چوب می‌زدند. "
جان کرچمر در بازبینی مجله قایقرانی در سال ۲۰۰۷ این قایق را شرح داد: "این قایق به راحتی رانندگی می‌شود و به شکل باورنکردنی جوابگو می‌باشد. چرخش کوچک تیلر منجر به تغییر مسیر فوری شد. مانند بسیاری از قایق‌های ریزهوش شده، راهنمای آن آسان بود. با افتادن به یک پرتو، ۴ و سپس ۵ گره را لمس نمودیم که با توجه به شروط، عملکرد قابل ملاحظه ای بود. خلیج حفره ای بود، نه از باد، بلکه از قایق‌هایی که برای نمایش قایق‌های آینده به سمت اسکله‌های شهر بخار می‌نمودند. هاربر ۲۵بدون ضرب و شتم از روی قطعه عبور کرد. . . هاربر۲۵ از بسیاری جهات همان چیزی است که من در یک قایق بادبانی می‌خواهم. برای سفرهای روزانه طراحی شده‌است، با گزینه تعطیلات آخر هفته. عملکرد مطلوبی را با جابجایی بسیار آسان ترکیب می‌نماید و قشنگ است، قایق‌هایی که باید به آن نازش نمود. در یک دنیای رفیع، من یک قایق بادبانی دریایی خواهم داشت که در سرتاسرجهان حرکت می‌نمودم و هنگامی که مجبور بودم برای کار به خانه بازگردم، آن را در بندرهای عجیب و غریب رها نمایم. هنگامی که به خانه بازمی‌گشتم، یک هاربر ۲۵ را می‌توانم عقب ببندم، تا بعد از یک روز بسیارپشت کامپیوتر، سوار بر کشتی شوم و قایقرانی کنم. به نظر طرح خوبی می‌باشد، اینگونه نیست؟»